# مری کستی ویزی
مری کستی ویزی (یا ماریا هنریکوونا ویزی به زبان روسی: Мария Генриховна Визи)(۱۷ ژانویه ۱۹۰۴ – ۱۸ اکتبر ۱۹۹۴) یک شاعر و مترجم آمریکایی بود که به زبان‌های انگلیسی و روسی منتشر کرد و «میراث خوبی از آثار منتشر شده و منتشر نشده» به‌جا گذاشت.

## زندگی
مری کستی ویزی در ۱۷ ژانویه ۱۹۰۴ در نیویورک به دنیا آمد. او از مادر روسی‌اش، ماریا پلاتونوونا تراولینسکایا (۱۸۷۴–۱۹۵۰)، و پدر آمریکایی‌اش، هنری کستی ویزی (۱۸۷۳–۱۹۳۹) متولد شد. او در سن پترزبورگ، روسیه که خانواده در چهار هفته‌گی او به آنجا نقل مکان کرده بودند، و هاربین، چین که پدرش در سال ۱۹۱۷ به‌عنوان کنسولگری آمریکایی به آنجا منتقل شده بود، بزرگ شد. خانواده او بخشی از دیاسپورای روسی در چین بودند، جایی که بسیاری از روس‌ها پس از انقلاب ۱۹۱۷ و جنگ داخلی از روسیه فرار کرده بودند. از اوایل دهه ۱۹۲۰، هنری کستی ویزی روزنامه‌ای به نام راشا دیلی نیوز (Russian Daily News) را که بعداً به هاربین دیلی نیوز (Harbin Daily News) تغییر نام یافت، ویرایش و منتشر می‌کرد. مری ویزی از سن شش سالگی شروع به نوشتن شعر کرد، ابتدا به زبان روسی. او آثار الکساندر پوشکین، میکائیل لرمونتوف، الکساندر بلوک، نیکولای گومیلیف و آنا آخماتووا را تحسین می‌کرد.

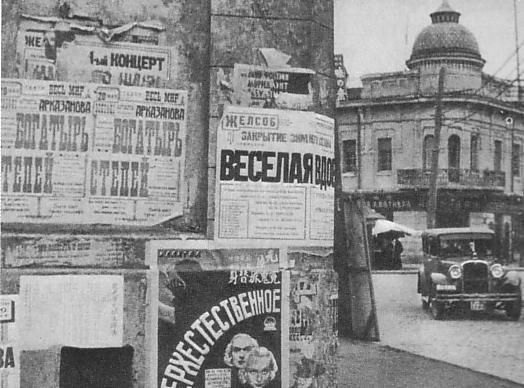
تبلیغات روسی در هاربین، چین

مری ویزی در چین تحصیلات خوبی دریافت کرد؛ ابتدا در یک مدرسه دخترانه روسی معتبر در هاربین و سپس در سال‌های ۱۹۲۱–۱۹۲۲ در مدرسه آمریکایی شمال چین در تونگ‌ژو، پکن. پس از فارغ‌التحصیلی، دو سال برای دبیرکل ی.م.ک.ا. در هاربین کار کرد و سپس در سال ۱۹۲۵ به آمریکا رفت. او در دانشگاه پومونا در کلرمونت، کالیفرنیا تحصیل کرد و در رشته زبان‌ها و ادبیات فارغ‌التحصیل شد و در سال ۱۹۲۷ فارغ‌التحصیل شد. در دانشگاه پومونا، او به‌طور فعال در باشگاه‌ها و انجمن‌های مختلف شرکت می‌کرد و شعرهای انگلیسی او شناخته شده بود. او دعوت شد تا به جامعه انجمن نویسندگان بپیوندد، که یک جامعه خاص به‌طور انحصاری بود که در سال ۱۹۱۳ تأسیس شده بود. مقاله‌ای دربارهٔ شعر چینی و دو شعر او در نشریه این جامعه منتشر شد.
پس از بازگشت به هاربین، ویزی برای روزنامه پدرش کار کرد و در نقش‌های دیگر به‌خاطر توانایی‌اش در صحبت کردن به زبان‌های روسی و انگلیسی به کار مشغول شد. اولین مجموعه شعر او، در هاربین منتشر شد و بازخورد مثبتی دریافت کرد. این مجموعه متمایز بود به‌خاطر دو زبانه بودن آن که شامل ۱۲۷ شعر به زبان روسی، ۱۳ شعر به زبان انگلیسی، ۱۱ ترجمه از روسی به انگلیسی و ۸ ترجمه از انگلیسی به روسی بود. ویزی اشعار تعدادی از شاعران معروف را به زبان روسی ترجمه کرد. از جمله این شاعران ادنا سنت وینسنت میلی، سارا تیزدیل و جورج سانتایانا بودند.
در سال ۱۹۳۳، خانواده به شانگهای منتقل شدند و دومین مجموعه شعر ویزی در سال ۱۹۳۶ منتشر شد. تمامی ۵۲ شعر آن به زبان روسی بودند. در سال ۱۹۳۹، خانواده دوباره جابه‌جا شد و این‌بار به سان فرانسیسکو رفتند. پدر ویزی بلافاصله پس از ورودشان درگذشت و مادرش در سال ۱۹۵۰ درگذشت.
در سال ۱۹۴۰، ویزی با اوگنی فدوروویچ تورکوف (۱۹۰۸–۱۹۸۱)، مهندس، ازدواج کرد و این زوج به‌زودی دختری به نام اولگا داشتند. در سان فرانسیسکو، او به نوشتن و ترجمه ادامه داد و اشعارش در مجموعه‌های مختلفی در ایالات متحده و اروپا منتشر شد. سومین مجموعه شعر او، Golubaia trava (علف‌های آبی‌رنگ) در سال ۱۹۷۳ منتشر شد و به همسرش تقدیم شد.
اگرچه کار او اغلب به‌عنوان شعر مهاجر توصیف می‌شد، ویزی احساس می‌کرد که هم روسی است و هم آمریکایی؛ مهاجر هیچ‌کدام از این دو کشور نیست. او نوشت:
در روسیه اشعار من اکنون به‌عنوان شعر مهاجر منتشر می‌شوند، اما من اصلاً مهاجر نیستم. اگرچه به زبان روسی می‌نویسم، من یک آمریکایی نسل یازدهم هستم! اخیراً یک سری شگفت‌انگیز (اگرچه ترسناک) به نام «جنگ داخلی» در تلویزیون پخش شد، و من آن را خیلی عمیق حس کردم. چند نفر از بستگانم (جنوبی‌ها) را در آنجا دیدم. وقتی همکلاسی‌هایم در یک مدرسه روسی از من می‌پرسیدند که کی هستم، روسی هستم یا آمریکایی، من با افتخار پاسخ می‌دادم که صد در صد روسی و صد در صد آمریکایی هستم.
در سال‌های آخر عمر، ویزی تمایل خود را برای جمع‌آوری و انتشار آثار ترجمه‌شده افرادی که نگران بود ممکن است از بین بروند یا فراموش شوند، ابراز کرد. او در ۱۸ اکتبر ۱۹۹۴ در سان فرانسیسکو درگذشت. مجموعه اشعار و ترجمه‌های مری کستی ویزی در سال ۲۰۰۵ تحت عنوان ماه‌در در و دیوار من (A Moongate in My Wall) منتشر شد و توسط اولگا باکیچ ویرایش شد.